# Панагода
Панагода — город в округе Коломбо Западной провинции Шри-Ланки. Находится в 20 километрах от Коломбо. Имеется одноимённая железнодорожная станция и шоссе (B354). В городе расположен Кантонмент Панагода, крупнейшая военная база страны, являющаяся штаб-квартирой целого ряда частей армии Шри-Ланки.